# Чепкас-Никольское
Чепка́с-Нико́льское (чув. Анат Чаткас) — село в Шемуршинском районе Чувашской Республики России. Административный центр Чепкас-Никольского сельского поселения.

## География
Расположено на реке Чепкасы, на границе с Республикой Татарстан, в 15 км к востоку от села Шемурша, в 140 км к юго-востоку от Чебоксар и в 35 км к юго-западу от Буинска (Татарстан).
Через село проходит автодорога Буинск — Шемурша. Ближайшая железнодорожная станция находится в Буинске.
С запада к селу примыкает село Чепкас-Ильметьево (Татарстан), к которому с запада примыкает деревня Чепкас-Ильметево (Чувашия) — три населённых пункта фактически слились и образуют единое село.

## История
В 1780 году, при создании Симбирского наместничества, рядом находились семь одноимённых деревень: Нижния Чепкасы, служилых татар; Средния Чепкасы, крещёных татар, тут же Малых Чепкас, служилых татар, тут же  Батыршиной Чепкас, служилых татар; Верхние Чепкасы (ныне  Чепкас-Ильметево (Чувашия)), крещёных чуваш, тут же Нижних Чепкас (ныне Чепкас-Никольское), крещёных чуваш; Верхния Чепкас (ныне Чепкас-Ильметьево (Татарстан)), служилых татар, которые из Синбирского уезда вошли в состав Буинского уезда. С 1796 года — в Симбирской губернии.
В 1839 году в Нижних Чепкасах, на средства Департамента Уделов, был построен деревянный храм.  Престол в нём во имя Святителя и Чудотворца Николая. 
В 1840 году в селе была открыта земская школа, в 1857 году открылось женское училище.
К 1859 году, по левую сторону коммерческого тракта из г. Буинска в г. Алатырь, уже находилось пять одноимённых  деревень: Средние Чепкасы (Ентуганово), лашманых крестьян; село Николаевское (Чепкасы), удельных крестьян; Верхние Чепкасы (Ильметево), удельных крестьян; Верхние Чепкасы (Ильметево), лашманых крестьян и Чепкасы (Вольный Стан), лашманых крестьян, которые входили во 2-й стан Буинского уезда Симбирской губернии.
В начале XX века действовали 17 торгово-промышленных заведений.
В 1929 году образован колхоз «Трактор».
С 1780 года по 28 июля 1920 года село относилось к Буинскому уезду, с 29 июля по 4 октября 1920 года — к Шемуршинской волости Цивильского уезда, с 5 октября 1920 года по июнь 1921 года — к Ибресинскому району Цивильского уезда, с июня 1921 года по 1927 год — к Шемуршинской волости Батыревского (Ибресинского) уезда. В составе Шемуршинского района Чувашской АССР с 1927 года, за исключением периода 1962-65 гг., когда относилось к Батыревскому району.

## Население
| 2010 | 2012 |
| ---- | ---- |
| 609  | ↗668 |

В 1780 году в д. Нижних Чепкас жило 132 ревизских душ. 
В 1859 году в с. Николаевское (Чепкасы) в 48 дворах жило: 190 м. и 191 ж.; 
В 1900 году в с. Чепкасы Нижния (Никольское) в 117 дворах жило: 326 м. и 339 ж.; 
Национальный состав (2010): чуваши (ок. 98 %).

## Инфраструктура
В селе имеются средняя общеобразовательная школа, детский сад, офис врача общей практики, дом культуры с клубом и библиотекой, отделения «Почты России» и «Сбербанка», магазины, спортивная площадка. Восстановлен храм святителя Николая.